# Claudine Chaulet
Claudine Chaulet (en arabe : كلودين شولي), née Claudine Guillot à Longeau en France le 21 avril 1931 et morte le 29 octobre 2015 à Alger en Algérie, est une personnalité algérienne d'origine française, ancienne moudjahida de la Révolution algérienne et sociologue directrice du Centre national de recherche en économie et sociologie rurale. Son mari était Pierre Chaulet.

## Publications
- La terre, les frères et l'argent : stratégie familiale et production agricole en Algérie depuis 1962, Office des Publications Universitaires (OPU), 1987.
- Le choix de l'Algérie: deux voix, une mémoire, Éditions Barzakh, 2012.
- Mitidja autogérée enquête sur les exploitations autogérées agricoles d'une région d'Algérie, 1968-1970, Société nationale d'édition et de diffusion, 1971.